# Proleptus acutus
Proleptus acutus är en rundmaskart. Proleptus acutus ingår i släktet Proleptus och familjen Physalopteridae. Inga underarter finns listade i Catalogue of Life.